# 夢都大街駅
夢都大街駅（むとだいがいえき）は、中華人民共和国江蘇省南京市建鄴区にある、南京地下鉄10号線の駅である。

## 駅名
駅名については、事業着手当初は南京地下鉄集団は「松花江西街駅」の仮称を用いており、運営開始前に駅名が「夢都大街駅」に決定したことが発表された。

## 歴史
- 2014年7月1日、10号線の駅として開業[2]。

## 隣の駅
南京地下鉄
■10号線
奥体中心駅- 夢都大街駅 - 緑博園駅